# Kosmivka, Ivanîci
Kosmivka (în ucraineană Космівка) este un sat în comuna Stara Lișnea din raionul Ivanîci, regiunea Volînia, Ucraina.

## Demografie
Componența lingvistică a localității Kosmivka
     Ucraineană (97,98%)
     Rusă (2,02%)
Conform recensământului din 2001, majoritatea populației localității Kosmivka era vorbitoare de ucraineană (97,98%), existând în minoritate și vorbitori de rusă (2,02%).